# Vestas
Vestas Wind Systems A/S е датска компания, която произвежда, продава, инсталира и обслужва вятърни турбини. Основана е през 1945 г. Компанията разполага с производствени предприятия в Дания, Германия, Нидерландия, Тайван, Индия, Италия, Румъния, Обединеното кралство, Испания, Швеция, Норвегия, Австралия, Китай, Бразилия, Полша и Съединените щати, като дава работа на 29 000 души в световен мащаб.
Към 2013 г. тя е най-голямата компания за вятърни турбини в света.

## Дейност
Към 2019 г. Vestas е инсталирала над 66 000 вятърни турбини с обща мощност от 100 GW в над 80 държави на пет континента. Към 9 януари
2019 г. компанията е изградила производствени предприятия за турбини в повече от 12 държави, сред които Китай, Испания и САЩ.

## История
Vestas води началото си от 1898 г., когато Ханс Смит Хансен купува ковачница в Лем, Западна Ютландия, която работи като семеен бизнес. През 1928 г. работилницата започва производство на метални прозорци за промишлени сгради. След Втората световна война, през 1945 г. синът на Ханс Педер Хансен основава компанията Vestas (Vestjysk Stålteknik A/S – „Западноютландска стоманена технология“ АД). Първоначално компанията произвежда домакински уреди, а през 1950 г. се насочва към селскостопанско оборудване, през 1956 г. – към междинни охладители (топлообменници), а през 1968 г. – към хидравлични кранове.
През 1978 г. специалистите на Vestas започват да разработват вятърна турбина. Навлиза в производството на вятърни турбини през 1979 г. През 1980 г. Vestas започва масово производство на турбини с мощност 55 kW. През 1983 г. е открито дъщерно дружество на компанията в САЩ, Vestas North America, Ltd.; до края на 1985 г. Vestas е продала 2500 турбини в САЩ.
От 1989 г. фирмата произвежда изключително вятърни турбини. През 1997 г. компанията пуска в производство модела NTK 1500/60. Продуктът е проектиран от датчанина Тимъти Якоб Йенсен и печели награди за иновация. В края на 1986 г. компанията се преименува на Vestas Wind Systems A/S
През ноември 1991 г. компанията построява своята 1000-на турбина в Дания.
1994 г. – компанията има 765 служители.
1995 г. – компанията построява офшорна вятърна турбина. За цялата 1996 г. компанията произвежда вятърни турбини с обща мощност 303 MW.
2002 г. – Vestas инсталира прототип на своя турбина с мощност 3 MW.
През 2000 г. Vestas има 32% дял от световния пазар на вятърни турбини; през тази година компанията продава 1434 MW вятърни турбини при световен пазар от 4500 MW.
През 2003 г. делът на Vestas на световния пазар на вятърни турбини е 23%, а през 2009 г. този дял спада на 12,5% (по света се появяват много нови производители).
През юни 2010 г. компанията започва да разработва фундаменти за офшорни вятърни турбини, които да се изграждат в морски райони с дълбочина до 70 метра.
През 2010 г. компанията заема първо място в света по сумарна мощност, произведена през годината, с 5842 MW.
През 2011 г. компанията разкрива подробности за офшорна турбина V-164 с мощност 7,0 MW, която по-късно е премаркирана на номинална мощност 8 MW.
През 2017 г. Vestas инсталира край бреговете на Обединеното кралство вятърна турбина с мощност 9,5 MW и размах на лопатките 187 метра, която по това време е най-мощната вятърна турбина в света.
През 2022 г. Vestas произвежда втората по височина офшорна вятърна турбина в света, с лопатка от 115 метра и енергийна мощност от 15 MW.
През септември 2022 г. Vestas представя най-високата наземна кула за вятърен парк. Структурата с височина 199 метра ще позволи да се достигне зоната на по-силни и по-стабилни ветрове.[ неясно? ] Предвижда се да бъде монтиран генератор[поясни] Vestas V172 с диаметър на ротора 172 метра и мощност 7,2 MW. Планира се[поясни]  кулите да бъдат разположени в Германия и Австрия.
Към декември 2022 г. Vestas разполага с прототип на вятърна турбина с мощност 15 MW и твърди, че тя има коефициент на полезно действие от над 60%.
Vestas разполага в САЩ съоръжение за рециклиране на лопатки.